# Assedio di Suchdol (1402)
L'Assedio di Suchdol fu uno degli innumerevoli conflitti dovuti alla guerra civile boema dell'inizio del XV secolo, nonché l'evento in occasione del quale fu per la prima volta menzionato Suchdol. Fu combattuta dalle truppe di Pietro di Pisek, fedele a Venceslao di Lussemburgo, e dalle armate reali praghesi  di Sigismondo di Lussemburgo, comandate da Markvart di Úlice, a partire dal 24 dicembre 1402. Si concluse con la resa degli assediati.

## Contesto
Nel febbraio del 1402, Sigismondo di Lussemburgo ebbe l'opportunità di impossessarsi del controllo del regno di Boemia, e di accrescere quindi il suo potere; il 6 marzo 1402 la lega dei signori fece rapire Venceslao IV e pochi mesi dopo Sigismondo trasferì la sua prigionia a Vienna presso Alberto IV d'Austria.
La situazione in Boemia precipitò nel caos: ogni nobile, ogni città e ogni casato si trovarono costretti a prendere una posizione su quella che stava inevitabilmente diventando una guerra civile. La città di Kutná Hora prese la decisione di rimanere fedele a re Venceslao IV.
La reazione di Sigismondo non si fece attendere troppo: alla fine di Novembre del 1402, Sigismondo radunò tutte le truppe ungheresi, cumane e boeme di cui disponeva per attaccare Kutná Hora.
Il numero che la sua armata stanziata nella regione a sud di Kolín raggiungeva era di oltre 12000 soldati, i quali avevano lo scopo di attaccare ogni oppositore nella regione; il 3 dicembre 1402 diede inizio all'assedio di Kutna Hora. Il comandante ed etmano reale di Sigismondo era Markvart di Úlice, governatore militare di Praga. Egli condusse il suo esercito verso ovest con l'incarico di assicurare il controllo del feudo di Suchdol il 24 dicembre 1402.
Suchdol era governato dalla famiglia del signore Pietro di Pisek, sostenitore leale di Venceslao IV, che si rifiutò di sottomettersi al potere di Sigismondo. Markvart decise pertanto di punirlo per il tradimento nei confronti della corona boema.

## Battaglia e assedio
L'esercito reale di Praga attaccò il villaggio di Vysoká e le forze armate di Pietro di Písek dovettero ritirarsi nel castello di Suchdol. Pietro di Pisek non si arrese e decise di resistere a un assedio, dal momento che il suo castello era ben fortificato, e l'esercito reale di Markvart avrebbe fatto fatica ad attaccarlo.
Markvart di Úlice fu costretto a lanciare un assedio, allestendo un accampamento militare e richiedendo ulteriori rinforzi, oltre a costruire un trabucco. Ma il 27 dicembre 1402, il comandante militare Markvart fu gravemente ferito alla gola da una freccia durante un tentativo di attacco al castello e morì sul colpo. Nonostante la forte resistenza opposta dall'esercito del signore Pietro di Pisek per diversi giorni, nel gennaio del 1403, in seguito alla sconfitta della città di Kutná Hora, isolata da tutti gli alleati, gli assediati furono costretti ad arrendersi.

## Conseguenze
Pietro di Pisek fu punito in vari modi, ma i suoi beni non furono confiscati. Tuttavia, la sua autorità locale fu limitata; inoltre nei mesi successivi l'esercito di Sigismondo si stabilì nella città di Kutná Hora e nella regione.

## Nella cultura di massa
Una versione dell'assedio di Suchdol è rappresentata nel videogioco Kingdom Come: Deliverance II, qualche mese dopo il vero assedio, ovvero nel 1403 inoltrato, quando Sigismondo di Lussemburgo iniziò a ritirarsi dalla Boemia per combattere contro Ladislao I di Napoli.